# ガーフィールド (ニュージャージー州)
ガーフィールド（Garfield）は、アメリカ合衆国ニュージャージー州のバーゲン郡にある都市。人口は3万2655人（2020年）。ニューヨークの西25キロメートルに位置している。名称はジェームズ・ガーフィールド大統領に由来している。

## 交通
鉄道はニュージャージー・トランジットのガーフィールド駅があり、ホーボーケン駅行きの列車がある。バスはマンハッタンのポート・オーソリティ・バスターミナル行きの便がある。

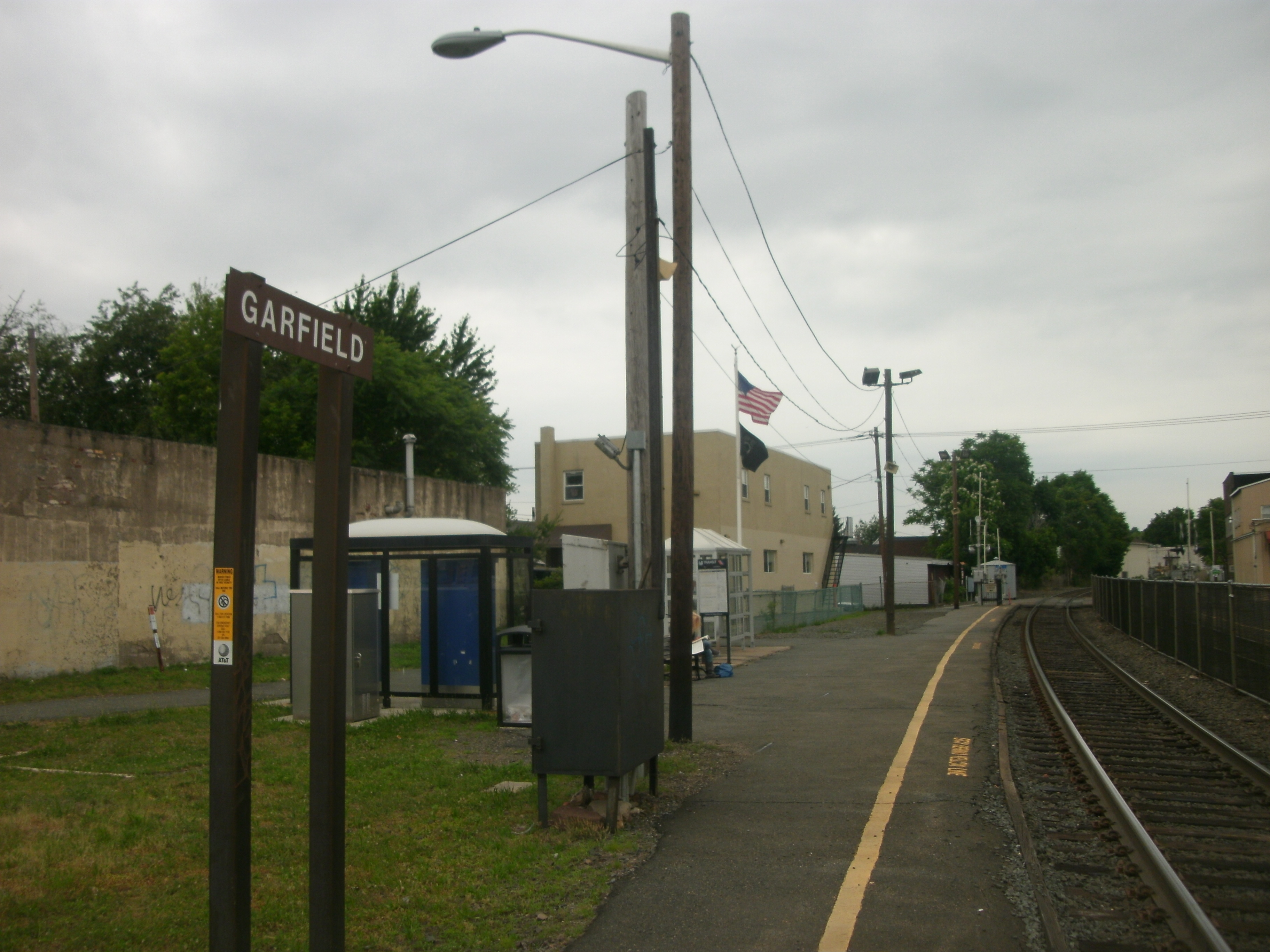
ガーフィールド駅